# Sharp MZ80K

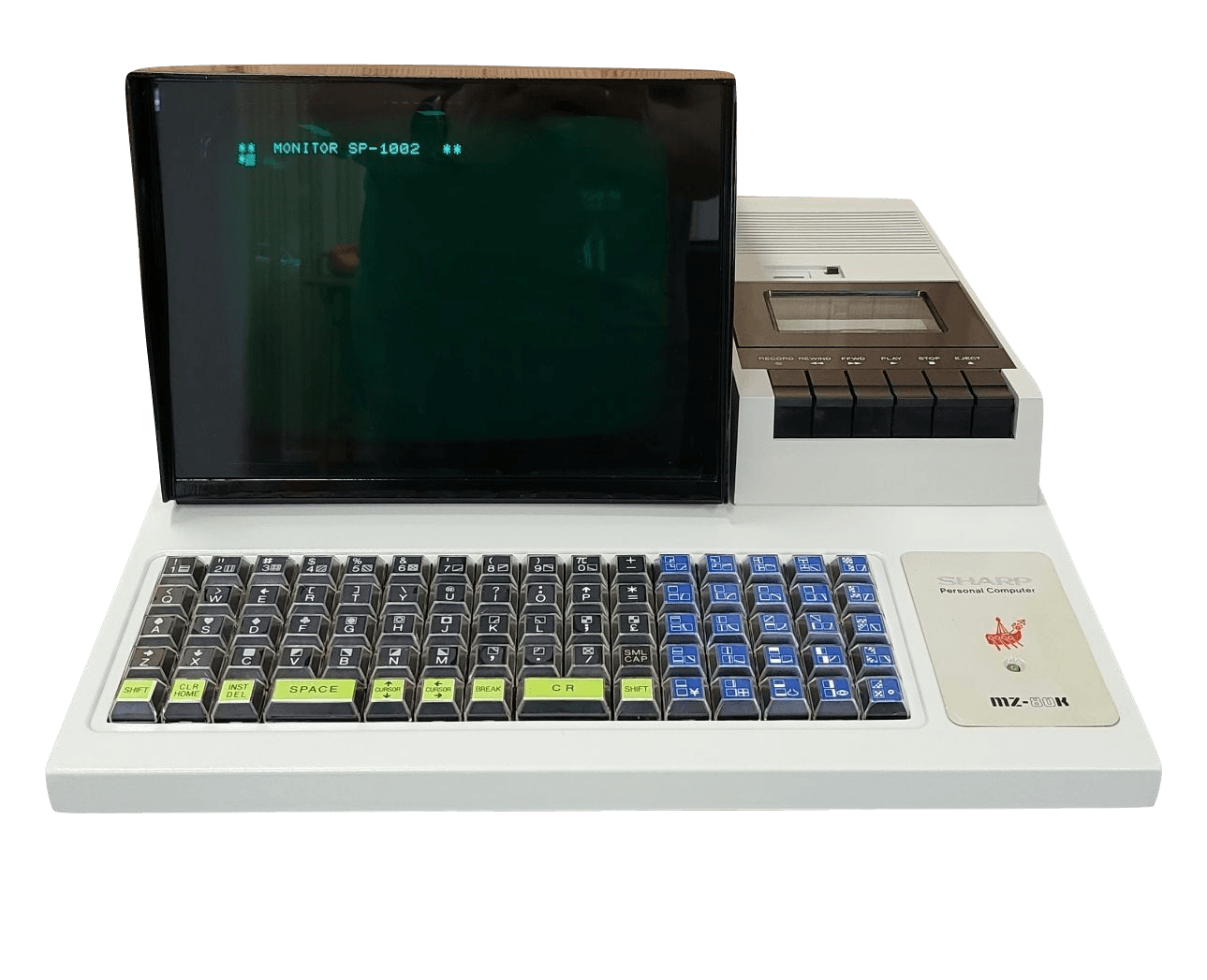
Sharp MZ80K

De Sharp MZ-80K is een homecomputer uit de MZ-serie welke in 1979 in Europa en Japan op de markt is gebracht. De MZ-80K beschikte over een ingebouwde cassetterecorder voor het opslaan en uitlezen van programma's en gegevens, en een monochroom monitor die 25 regels van 40 karakters kon weergeven.
De MZ-80K was, naast de Apple II, de Commodore PET en de Tandy TRS-80's begin jaren 80 één van de bekendste computers. De naam staat voor "M" van Micro en Z-80 van de CPU die het gebruikt.
Het heeft geen besturingssysteem in ROM en bijvoorbeeld BASIC (of CP/M) moet vanaf tape worden geladen. Sharp noemde dit "clean design", omdat je kon kiezen wat je in je computer wilde stoppen, de MZ-80K werd schoon geleverd. Hoewel er later een 5,25" diskettestation beschikbaar kwam, gebruikten de meeste mensen nooit iets anders dan de ingebouwde bandrecorder (1200 bps).
Er is geen kleur, geen hoge resolutie en tekensets kunnen niet opnieuw worden gedefinieerd. Maar de vooraf gedefinieerde karakterset was zeer compleet met veel verschillende grafische symbolen, en mensen (voornamelijk Japans) creëerden geweldige spellen, waarmee ze de belangrijkste tekortkoming van de MZ-80-serie overwonnen. Later werd een grafische kaart ontworpen voor deze computer , waardoor de set tekens opnieuw kan worden gedefinieerd, wat resulteert in een virtuele "hoge resolutie" van 320 x 192 pixels.
De MZ-80K is uitgerust met een echte klok en een ingebouwde luidspreker.
De eerste MZ-80K werden in Japan verkocht als montagekits (1978). In 1980 bracht Sharp de MZ-80K2 uit, in feite een MZ-80K met 32 KB RAM, een niet-reflecterend toetsenbord en een volumeregeling aan de achterkant van het systeem. Een jaar later werd een goedkopere versie, de MZ-80K2e, op de markt gebracht als een jubileummodel toen de verkoop van de MZ-serie honderdduizend machines bereikte.

## Technische gegevens
- 8-bit Zilog-Z-80-processor op 2 MHz
- 48kB RAM
- Programmeertalen:
  - BASIC
  - Pascal
  - Fortran
  - assembler
- Ingebouwd toetsenbord, monitor en cassetterecorder